# Rhode baborensis
Rhode baborensis är en spindelart som beskrevs av Beladjal och Robert Bosmans 1996. Rhode baborensis ingår i släktet Rhode och familjen ringögonspindlar.
Artens utbredningsområde är Algeriet. Inga underarter finns listade i Catalogue of Life.